# Бичура (Амурская область)
Бичура́ — село в Мазановском районе Амурской области России. Входит в состав Дмитриевского сельсовета.

## География
Село Бичура стоит на левом берегу реки Бирма (левый приток Зеи), напротив села Сапроново.
Через село Бичура проходит автодорога областного значения Серышево — Новокиевский Увал — Экимчан — Златоустовск.
Расстояние до районного центра Мазановского района села Новокиевский Увал (через Сапроново, Христиновку и Юбилейное) — 38 км.
От села Бичура на восток (вверх по левому берегу Бирмы) идёт дорога к сёлам Дмитриевка, Каничи, Паутовка и Маргаритовка.

## Население
| 2002 | 2010 | 2012 | 2013 | 2014 | 2015 | 2016 |
| ---- | ---- | ---- | ---- | ---- | ---- | ---- |
| 202  | ↘155 | →155 | ↘144 | ↗150 | ↘143 | ↘132 |
| 2017 | 2018 |      |      |      |      |      |
| ↘131 | ↗134 |      |      |      |      |      |

## Улицы
- ул. Молодёжная,
- ул. Набережная,
- ул. Трудовая,
- ул. Центральная,
- пер. Школьный.